# Grande moschea di Mahdia
La Grande Moschea di Mahdia (ar.: الجامع الكبير في المهدية al-Jāmiʿ al-kabīr fī al-Mahdiyya) è una moschea tunisina situata a Mahdia.
Fu fondata dal primo Imam fatimide Ubayd Allah al-Mahdi, nel 916 (anno 303—304 dell'Egira).
L'edificio ha subito numerose modifiche nel corso dei secoli e particolarmente in epoca ottomana, dopo le distruzioni spagnole del 1554. Tra il 1961 e il 1965 essa è stata totalmente rinnovata dall'architetto francese Alexandre Lézine, che ne ha eseguito il recupero, rispettando nelle linee essenziali il progetto del X secolo. Delle più antiche fasi costruttive dell'edificio si conservano il portale monumentale d'accesso e le torri d'angolo di epoca fatimide e il portico settentrionale dell'XI secolo, mentre il resto è frutto di ricostruzione.

## Architettura

### Gli spazi esterni

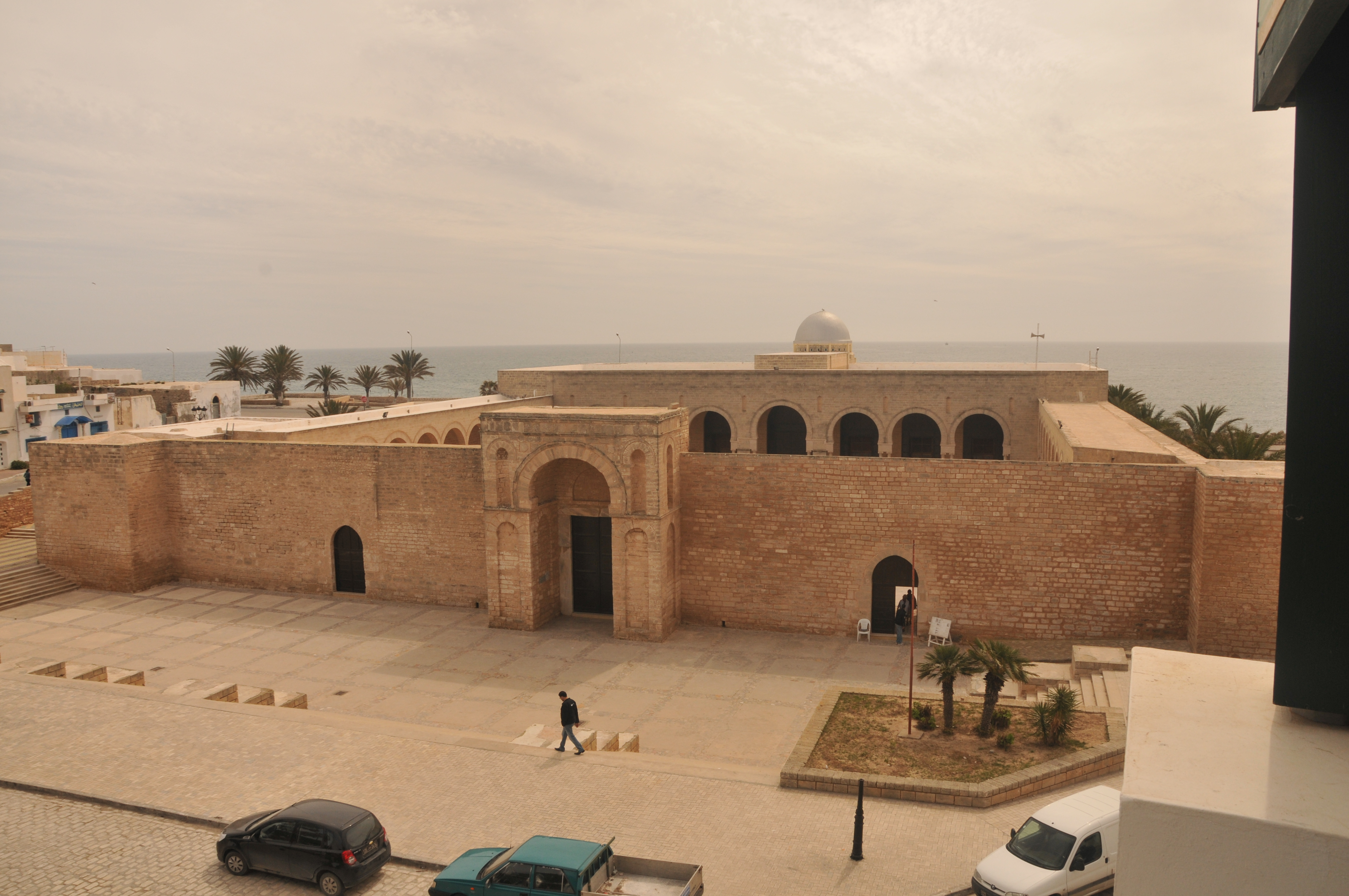
Mahdia, veduta generale della Grande Moschea

Situata nella parte meridionale della penisola su cui sorge la medina di Mahdia, la Grande Moschea venne eretta all'indomani della fondazione della città, all'interno delle mura califfali, su di una piattaforma artificiale “guadagnata al mare”, come ci informa il geografo andaluso al-Bakri (XI secolo), analogamente ad altri edifici a lei prossimi, oggi scomparsi.
L'edificio è costituito da un vasto quadrilatero irregolare, lungo circa 85 metri per approssimativi 55 metri di larghezza, con il lato sud - ospitante il miḥrāb che indica la qibla della sala di preghiera - leggermente più ampio di quello settentrionale.

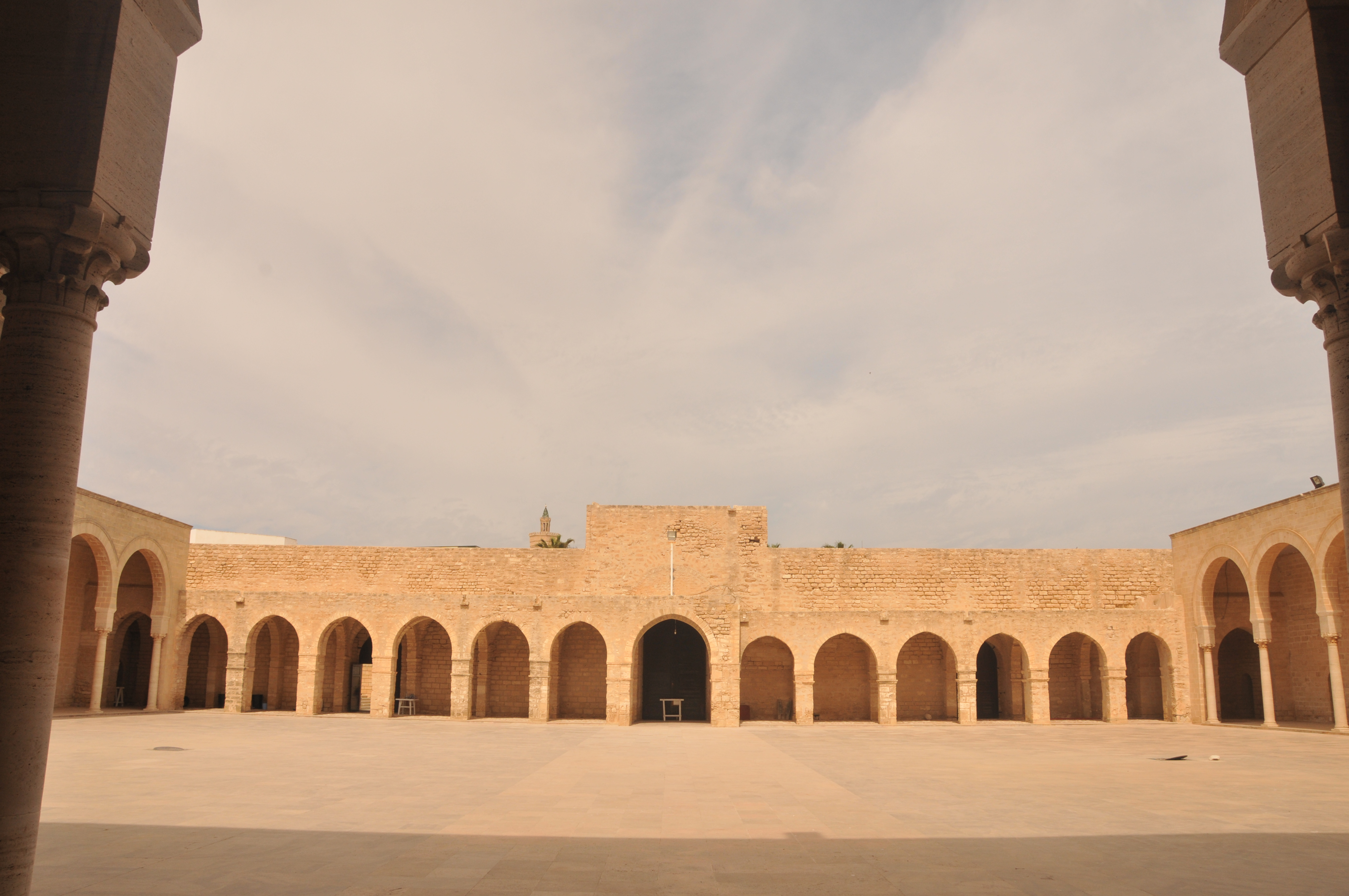
Grande Moschea: la corte interna verso nord

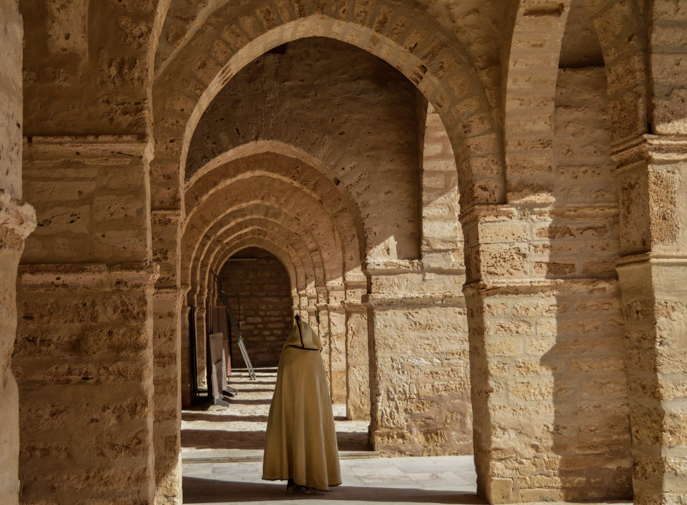
Grande Moschea: le volte a sesto acuto del portico nord di epoca ziride (XI sec.)

Vista dall'esterno la Grande Moschea si presenta assai simile a una fortezza, a motivo delle massicce mura perimetrali prive di varchi - salvo i tre in facciata - dell'uso esteso della pietra da taglio apparecchiata in conci regolari anche nei settori originali dell'edificio e soprattutto, per la presenza in facciata di due tozze torri quadrangolari che la cingono agli angoli nord-est e nord-ovest, entrambe contenenti delle cisterne voltate a cupola.
L'ingresso principale, posto al centro della parete settentrionale e fiancheggiato da due aperture minori, è scandito da un grande arco monoforo su piedritti coronato da un breve attico. La solennità del portale è esaltata dalla semplicità delle modanature che ne ripartiscono le superfici e da una decorazione di concisa potenza: archi ciechi "a ferro di cavallo" nel registro inferiore e nicchie "a miḥrāb" in quello superiore, a inquadrare l'archivolto del quale riprendono il motivo a listello profilato della cornice.

#### Corte e portici
All'interno, un ampio cortile (arabo: صحن, sahn) è circondato da portici su tutti e quattro i lati. Il portico (arabo: رواق riwaaq) settentrionale conserva ancora i pilastri e le volte originali a sesto acuto di epoca ziride (XI sec.), mentre i restanti si compongono di arcate "a ferro di cavallo" rette da colonne con capitelli ispirati all'ordine corinzio: colonne singole sui lati est ed ovest; binate sul lato meridionale, galleria d'accesso alla sala di preghiera (arabo: المصلى muṣallā).
L'importanza di quest'ultimo lato della corte, al quale spettano pure funzioni di facciata della sala di preghiera, è resa evidente dalle maggiori dimensioni conferite all'arcata centrale sostenuta eccezionalmente da pilastri quadrangolari affiancati da colonne, dal raddoppiamento dei sostegni delle arcate laterali e dalla presenza di un elegante fregio di nicchie "a mihrāb" al di sopra dei pennacchi degli archi, che arricchisce il contesto di raffinati rimandi visivi e simbolici al grande portale d'ingresso dell'edificio.
L'accesso alla sala di preghiera avviene in facciata attraverso sette ampi portali a tutto sesto, protetti da porte in legno lavorate a motivi geometrici e lateralmente, mediante due varchi minori posti all'estremità meridionale dei portici est ed ovest.
La presenza di due mihrāb posti simmetricamente all'interno del portico d'ingresso, ma ben visibili dal sahn, sottolinea, come le funzioni di spazio di preghiera siano estese all'intero perimetro interno della moschea e non al solo ambiente coperto della muṣallā.

Dettagli della corte
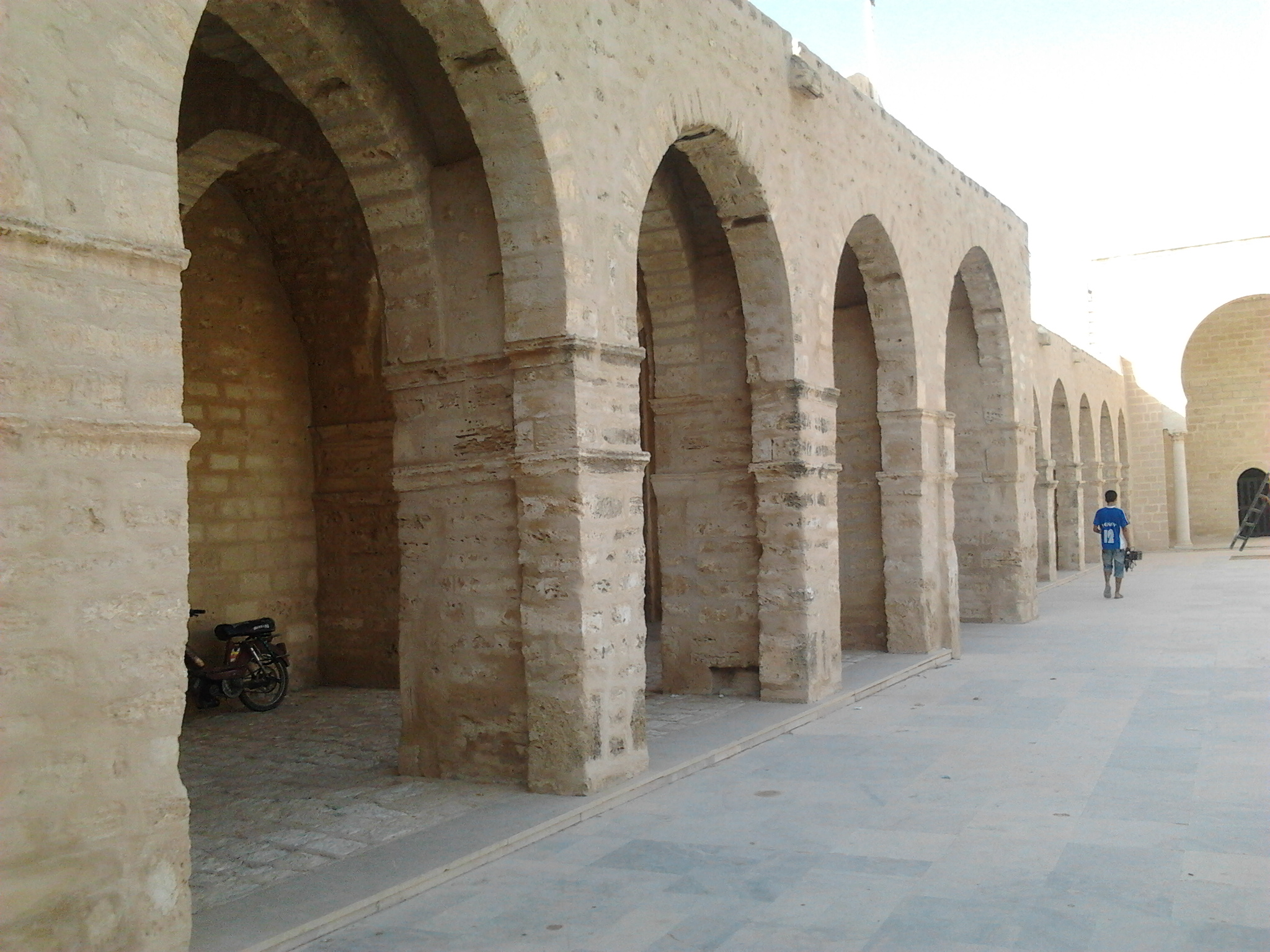
Le arcate su pilastri del portico settentrionale di epoca ziride (XI sec.).
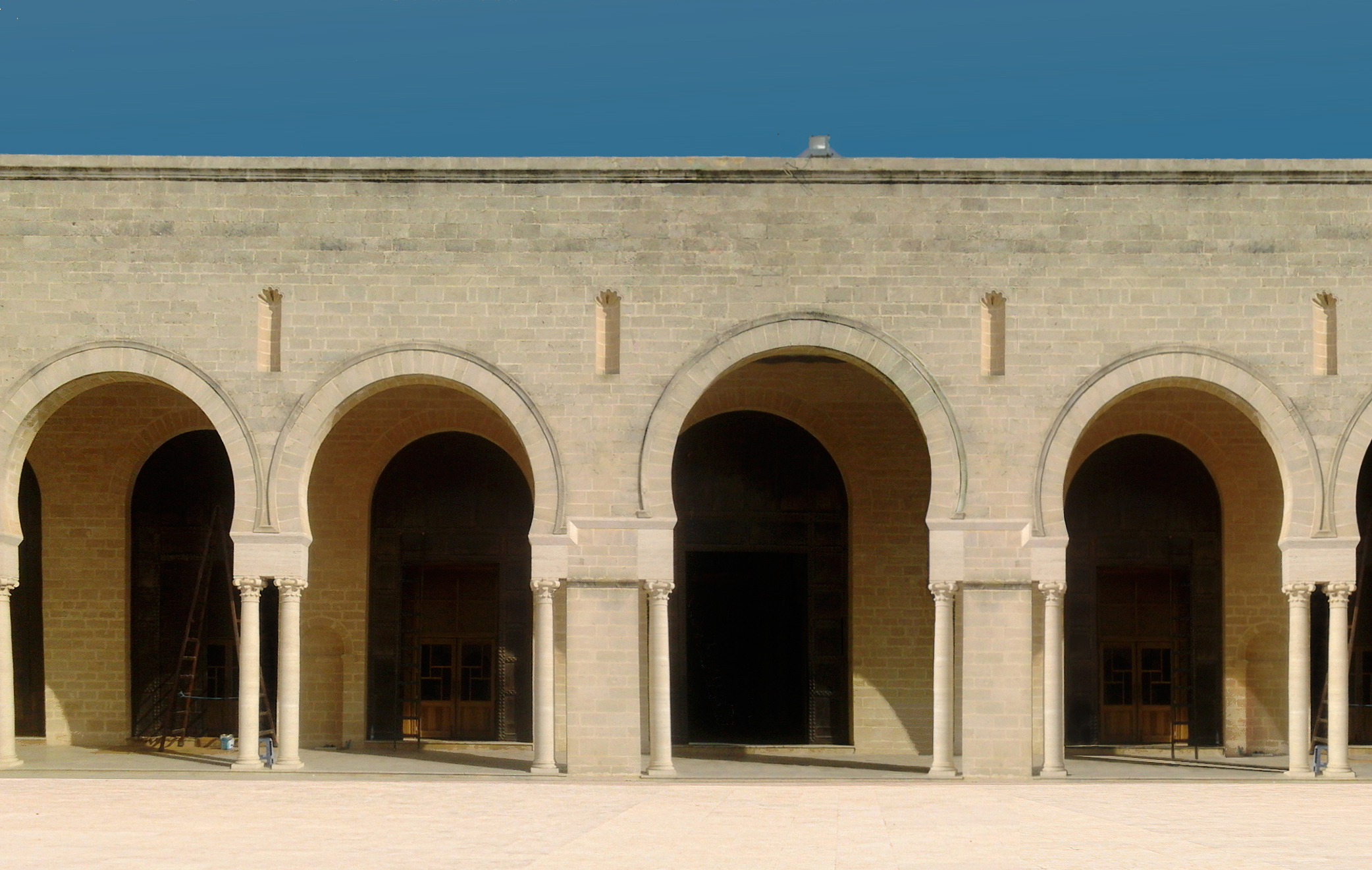
Veduta parziale del portico d'accesso alla sala di preghiera.
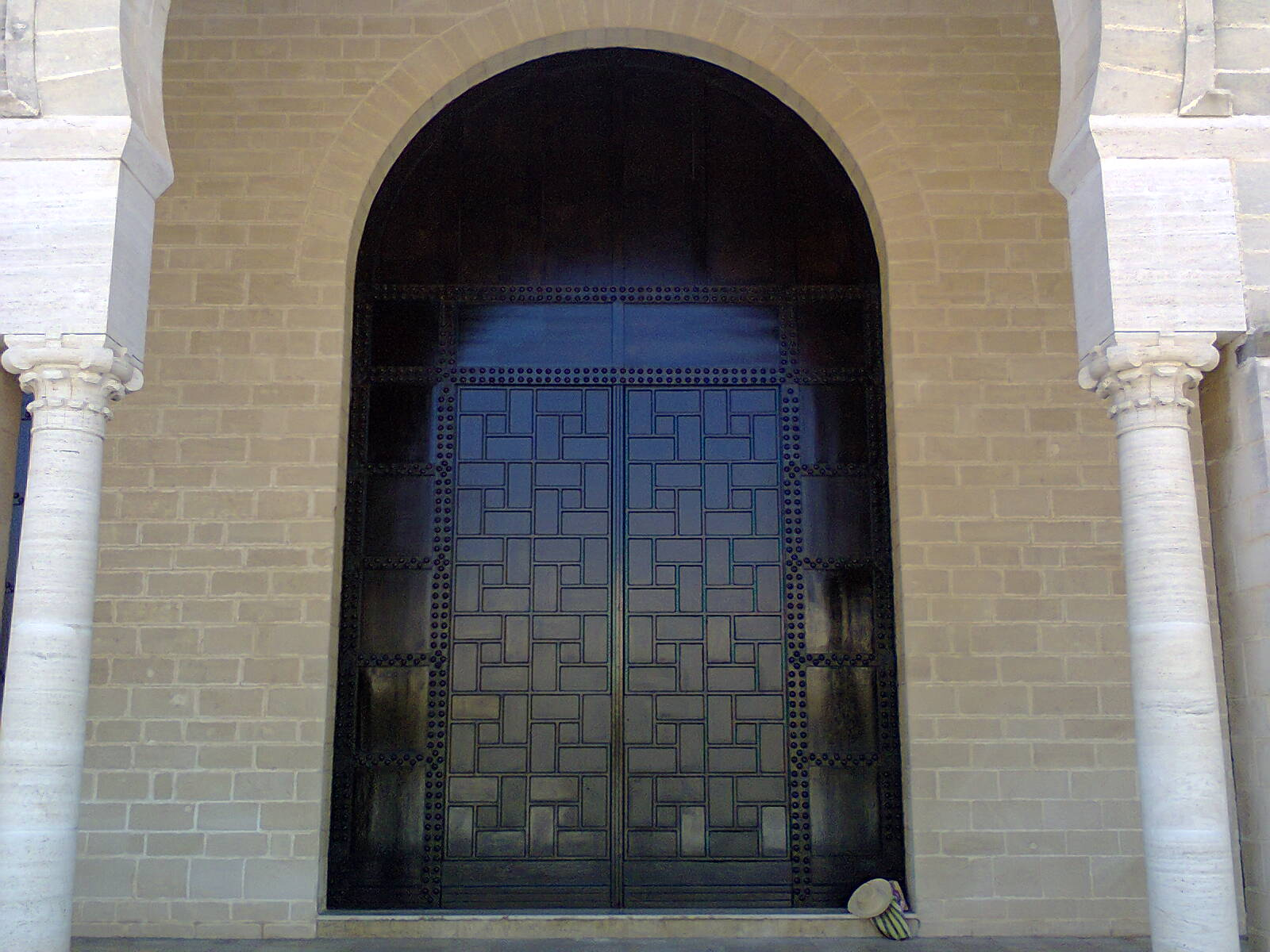
Portale centrale di accesso alla sala di preghiera
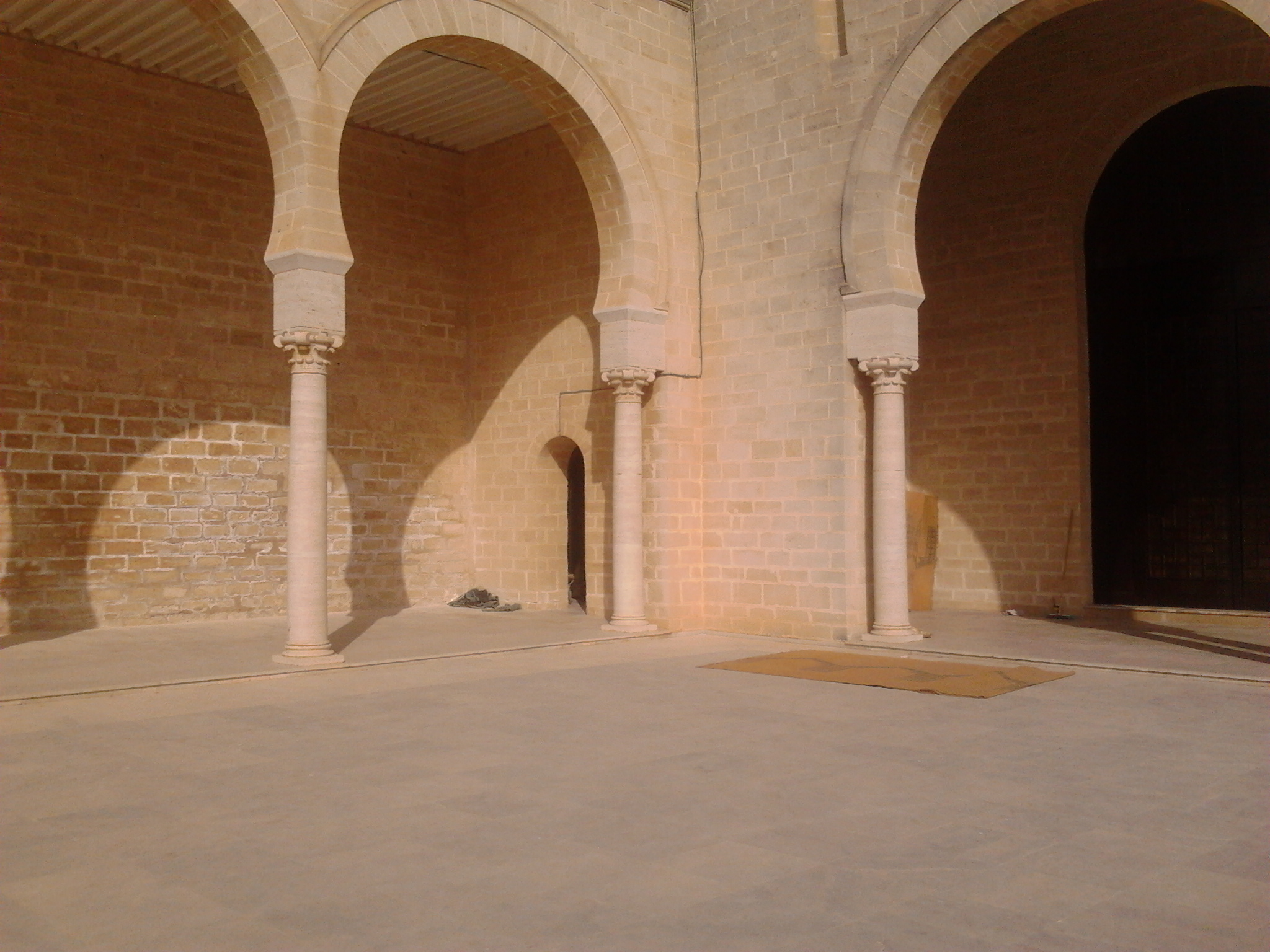
Angolo sud-ovest della corte, con uno degli accessi minori alla muṣallā.
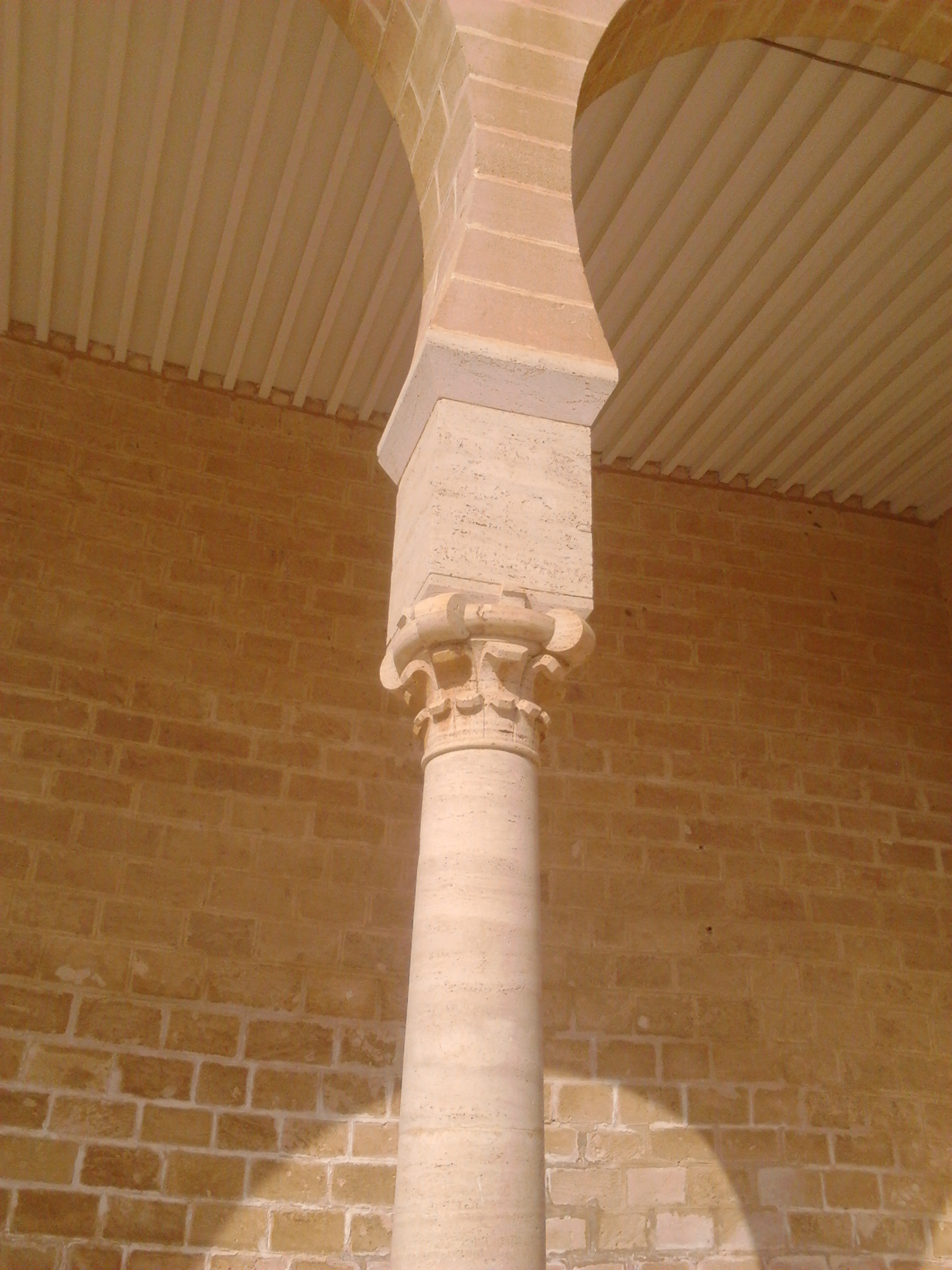
Capitello ispirato allo stile corinzio.

### La sala di preghiera

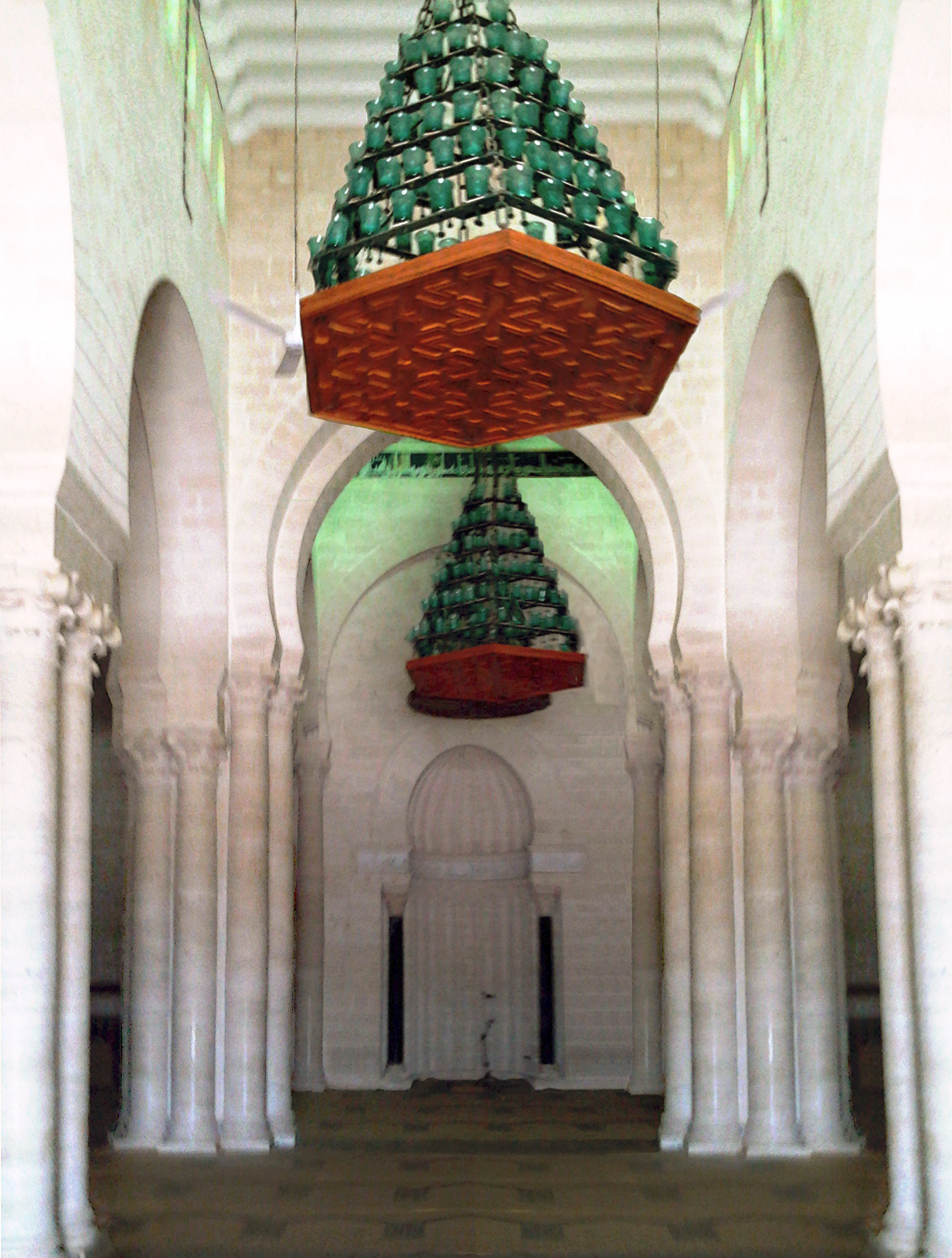
Grande Moschea: navata centrale della sala di Preghiera

Questa, un'ampia sala ipostila su colonne binate ispirate all'ordine corinzio e archi “a ferro di cavallo” a sostegno di un soffitto a travatura lignea, si compone di nove navate perpendicolari alla parete della qibla e quattro campate. Nettamente più alta e ampia delle laterali e illuminata da un piccolo cleristorio, la navata centrale è delimitata lateralmente da spesse arcate binate sostenute da magnifici sostegni tetrastili. Così definita, essa traccia all'interno dell'organismo indistinto dell'ipostilo, un asse fortemente connotato sul piano sia estetico che simbolico: una sorta di “via trionfale” in direzione del miḥrāb, dinanzi al quale si interseca ad angolo retto con la campata-transetto, di eguale ampiezza, parallela al muro della qibla. L'incontro dà luogo ad un impianto architettonico caratteristico detto «a T», il cui nodo centrale - la crociera - è sottolineato da una cupola (arabo: قُبّة  qubba). Tale dispositivo si incontra già nell'architettura irachena di Samarra (cosiddetta moschea di Abu Dulaf, dell'847 circa), ma sarà ripreso con maggior fortuna nell'architettura islamica occidentale, di cui diventerà peculiare.

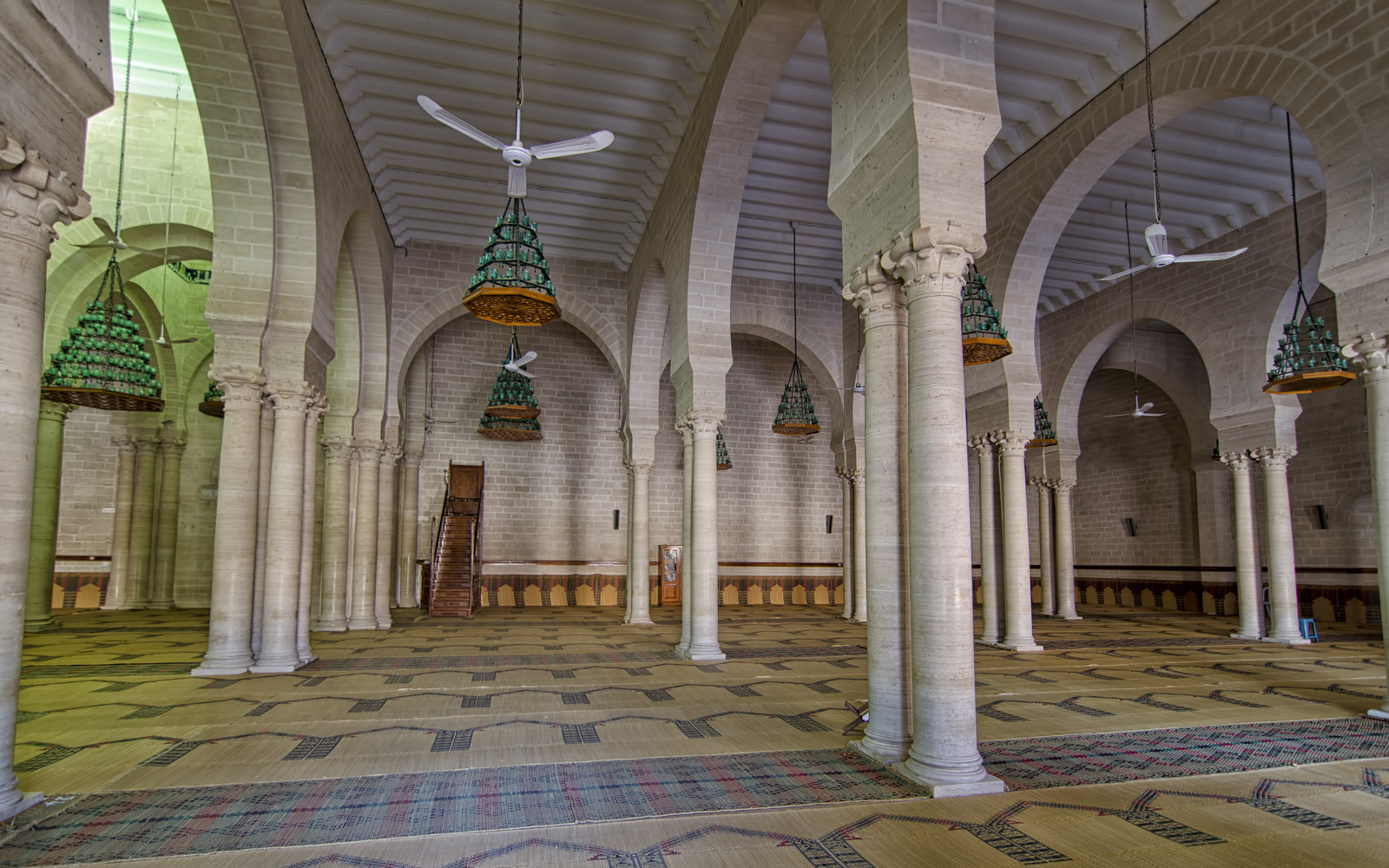
Grande Moschea: veduta parziale della muṣallā. A sinistra sono visibili i sostegni tetrastili della navata centrale.

Introdotta da un arcone trionfale a "ferro di cavallo" con doppia ghiera, la crociera è delimitata agli angoli da imponenti pilastri "a fascio"  costituiti da 8 semicolonne di altezza sia normale che "gigante" - semipilastri sul lato della qibla - sui quali si erge la cupola emisferica.
Questa poggia su di un basso tamburo ottagono perforato da 24 finestrelle schermate da vetri di colore verde. Le spinte dell'una e dell'altro sulla pianta quadrata della crociera sono sopportate da pennacchi angolari retti dai pilastri "a fascio", mentre una fascia in marmo scuro intarsiata chiara con iscrizioni tratte dal Corano marca il passaggio dall'una all'altra figura del complesso meccanismo strutturale.

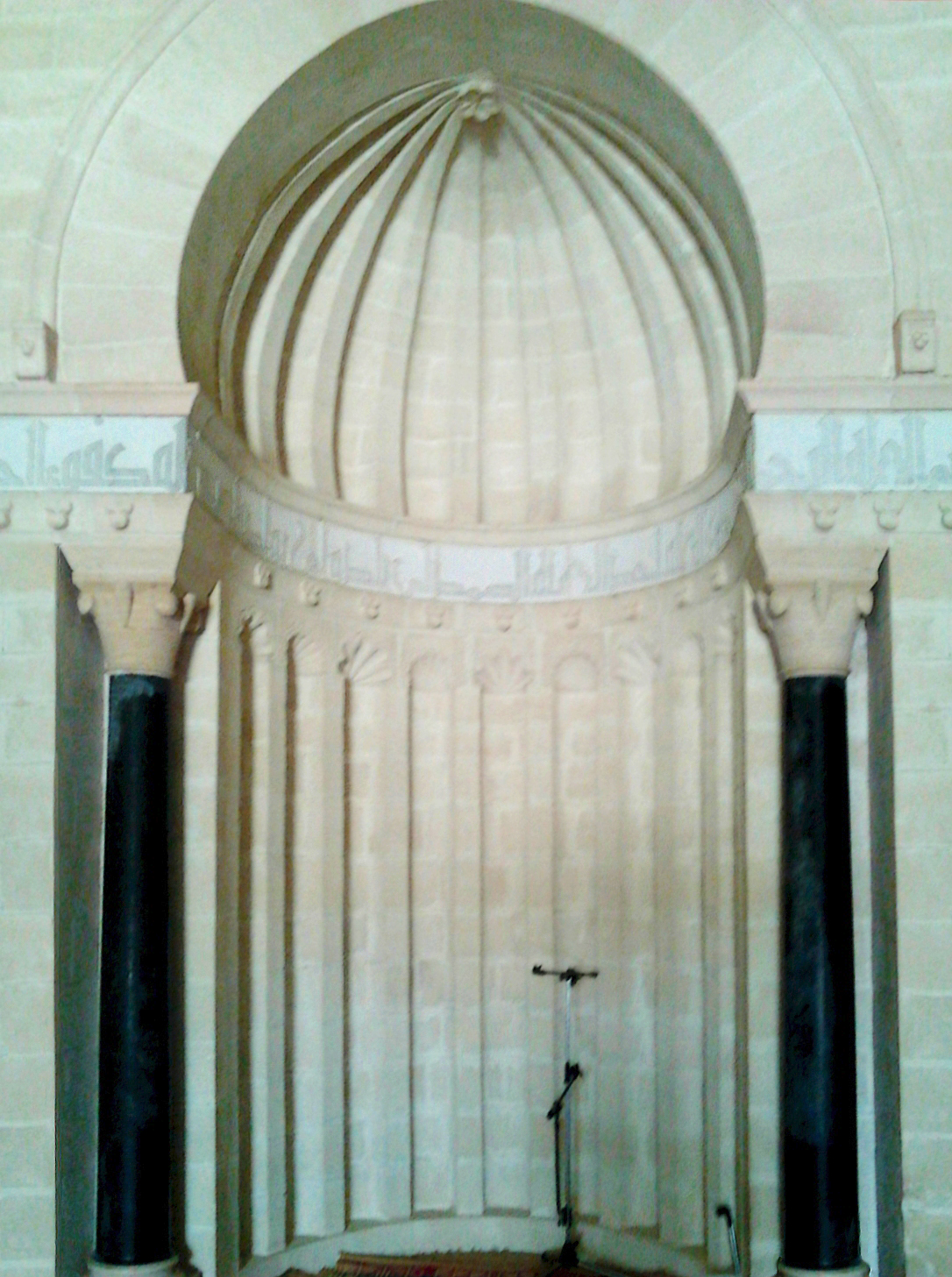
Sala di preghiera: il miḥrāb "a conchiglie", replica moderna dell'originale di epoca ziride (XI sec.)

Punto focale dell'intera composizione architettonica, l'area antistante la nicchia del miḥrāb è immersa in una penombra soffusa della sottile luce verde (il colore dell'islam) riverberata dall'alto delle finestrelle colorate del tamburo. Il miḥrāb ha la forma di un arco "a ferro di cavallo" sostenuto da due colonne di marmo verde scuro "annicchiate" negli stipiti. Al suo interno ospita una ricca decorazione scolpita, distribuita su due registri, separati all'imposta da una fascia epigrafica in marmo bianco a caratteri cufici, recante versetti coranici (arabo: āyāt) . Nel registro inferiore nove scanalature terminano alla sommità in conchiglie a cinque e nove lobi, seguite da un fregio di trifogli ad altorilievo; in quello superiore, ancora scanalature, ma rastremate, convergenti verso una rosetta plastica posta all'apice dell'arco. In pietra chiara di Keddāl, il miḥrāb attuale è la replica moderna dell'esemplare di epoca ziride (XI sec.) rinvenuto in situ nel corso degli scavi archeologici precedenti la ricostruzione della Grande Moschea.
L'insolita presenza di un secondo e più piccolo miḥrāb — una semplice nicchia “a ferro di cavallo” priva di decorazioni — presente nella sala di preghiera, ma in posizione eccentrica, nella parete ovest, si giustificherebbe invece, con l'accesa polemica sorta tra sciiti e sunniti in merito alla corretta direzione verso La Mecca.

## Storia

### La moschea di al-Mahdi

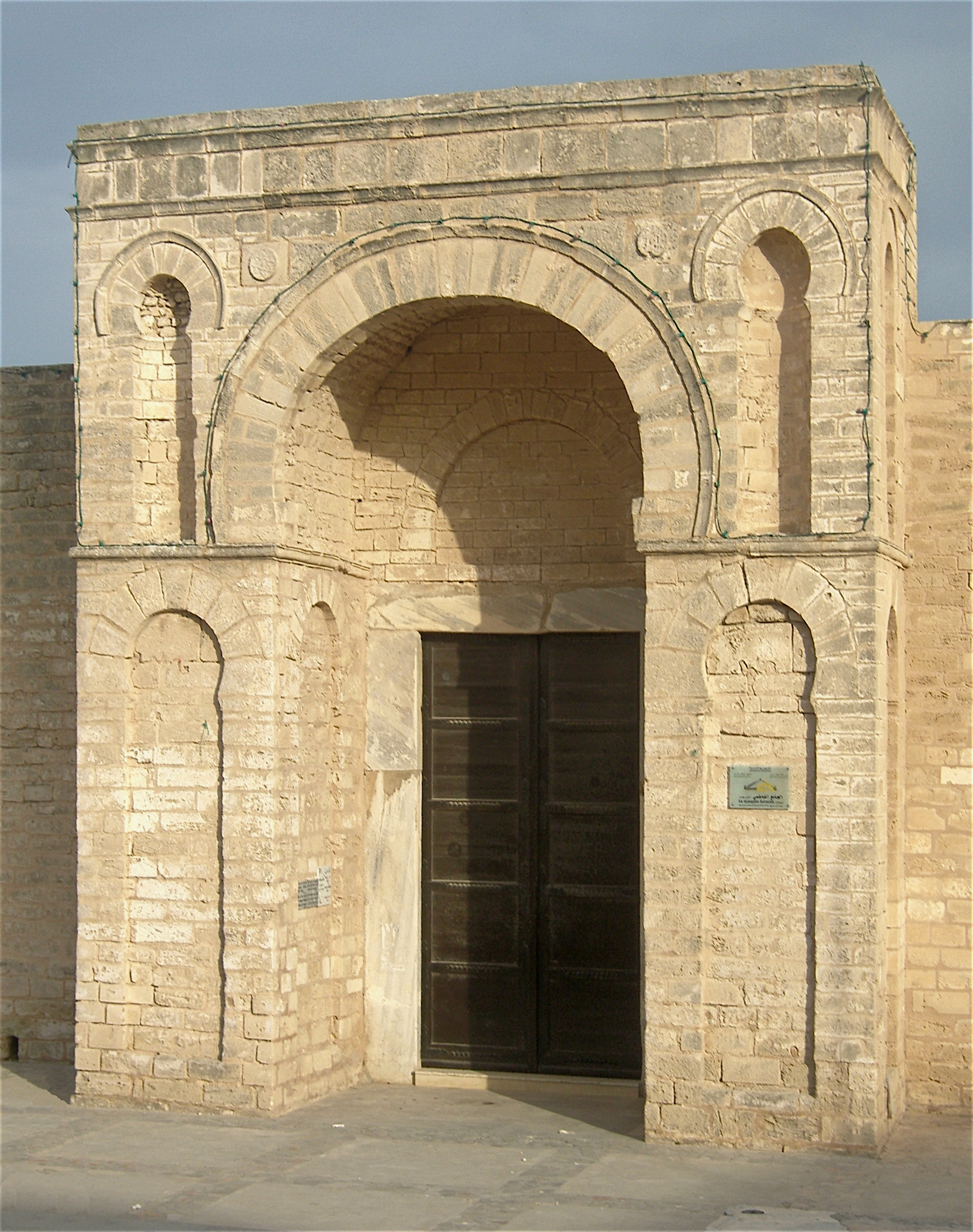
Grande Moschea: il portale monumentale di età fatimide (X sec.)

Quando Ubayd Allah al-Mahdi fondò Mahdia (al-Mahdiyya) nel 914, scelse di costruire la Grande Moschea in un'area della città murata, prossima alla residenza califfale. L'aspetto fortificato del monumento risente ancora dello spirito di frontiera che aveva accompagnato lo sviluppo dell'architettura religiosa dell'Ifrīqiya nei primi secoli della conquista araba. E del resto, la stessa Mahdia, era stata concepita dal suo fondatore, come munitissima città-rifugio, a prova di assedio, dopo le crescenti ostilità della popolazione sunnita all'imposizione del credo sciita. Tuttavia, le due severe torri d'angolo non furono concepite per la difesa del complesso, bensì come serbatoi di raccolta delle acque piovane delle terrazze. È probabile anzi, che per un certo periodo almeno, esse fossero rifornite dalla condotta d'acqua che serviva il palazzo di al-Mahdi, alimentata dalle fonti sotterranee di Miyyanish, a sei chilometri dalla città. Non sembra che la moschea fosse dotata di un minareto, ed è probabile che il richiamo alla preghiera avvenisse proprio da una delle torri.

#### Ispirazioni architettoniche
La moschea è ampiamente debitrice nella pianta e in altre particolarità architettoniche e decorative della Grande moschea di Qayrawan (IX secolo), monumento di riferimento per tutta la successiva architettura religiosa dell'Ifrīqiya. Da tale precedente deriva infatti, la struttura "basilicale" della sala di preghiera con l'enfatizzazione dimensionale ed estetica dell'asse "navata centrale-miḥrāb" rivelata all'esterno da un corrispondente trattamento dell'arcata al centro dalla facciata-nartece. Dalla medesima sono ripresi il raddoppiamento dei supporti della navata assiale e il dispositivo «a T» della pianta, portato a maturazione proprio a Qayrawan ed ancora, i colonnati esterni, originariamente estesi a tutti e quattro i lati del sahn. A quella infine, è riconducibile il sistematico ricorso a elementi architettonici di spoglio per i colonnati della sala di preghiera, documentato dagli scavi archeologici; testimonianza del medesimo consapevole riutilizzo dell'antico quale elemento di prestigio e non certo e non solo per ragioni di economicità.
Costituisce invece un'innovazione dei maestri costruttori di Mahdia l'inserimento del grande portale in aggetto riservato al Califfo e al suo seguito: una svolta fondamentale nell'architettura islamica, poiché per la prima volta si attribuiva significato estetico e simbolico all'ingresso ai luoghi di culto, del tutto anonimi fino a quel momento, anche nel caso di monumenti di notevole prestigio. Con tale inserzione d'altronde, mutava anche la percezione del recinto sacro, che da questo momento diviene facciata: non più semplice muro di separazione che delimita e racchiude lo spazio fisico e interiore della pratica religiosa musulmana, ma parte integrante di un organismo architettonico monumentale, del quale costituisce il fronte rivolto verso lo spazio urbano con cui interagisce.
Esemplato sul modello degli archi di trionfo romani, di cui ancora oggi restano cospicui resti in Tunisia - ma sono stati chiamati in causa anche gli ingressi dei palazzi reali e dei castelli di epoca omayyade come pure del  Ribāṭ  di Susa - il monumentale portale segnava l'inizio di un percorso cerimoniale interno al monumento, che si dipanava attraverso ulteriori episodi architettonici in gran parte inediti, fino al fondo della muṣallā. Dall'ingresso principale, infatti, un inusitato corridoio coperto da "volte a crociera" secondo L. Hadda - tagliava in due il cortile, per poi innestarsi attraverso la galleria-nartece nella navata assiale, la quale, in un calcolato crescendo che includeva l'arcone trionfale sostenuto dai rari pilastri polistili di probabile ascendenza omayyade, guidava alla visione del mihrāb, presso cui il califfo fatimide giungeva per assolvere le sue funzioni di Imam della comunità.

Modelli e ispirazioni architettoniche
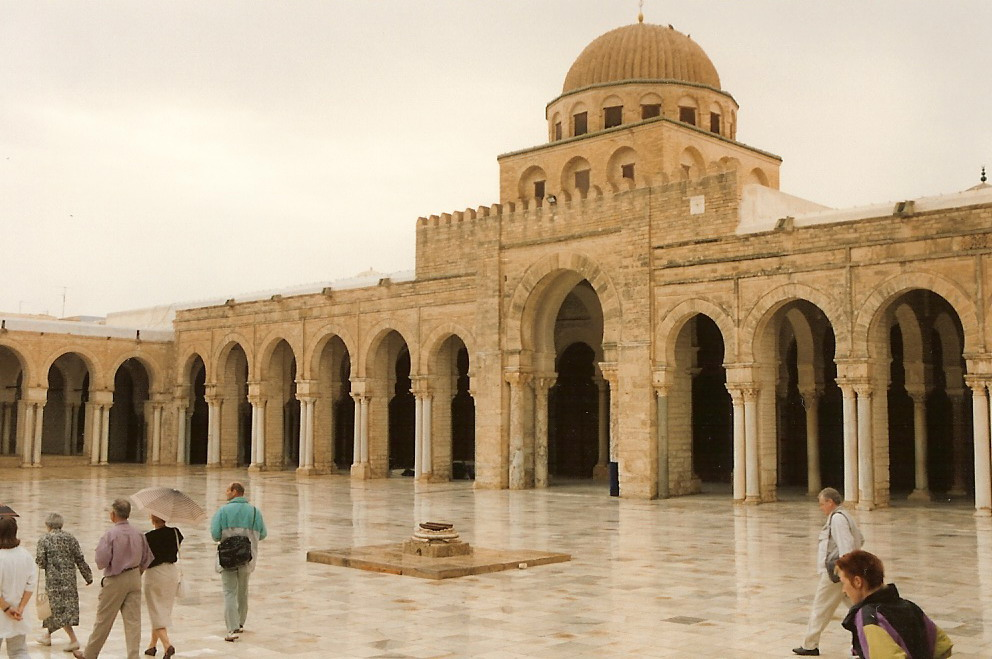
Ineludibile modello: la Grande moschea di Qayrawan (IX sec.). Veduta parziale della corte.
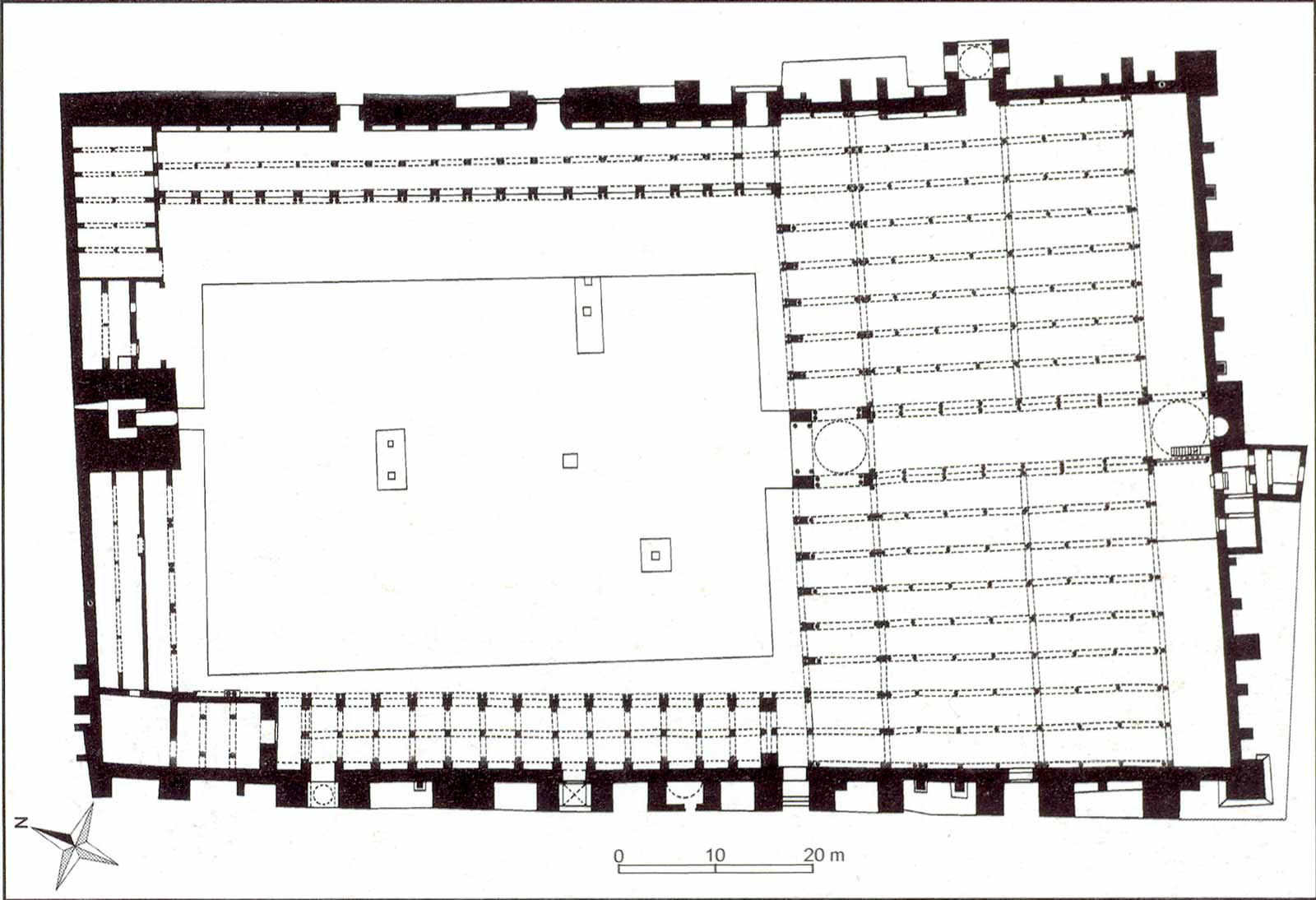
Pianta attuale della Grande moschea di Qayrawan.
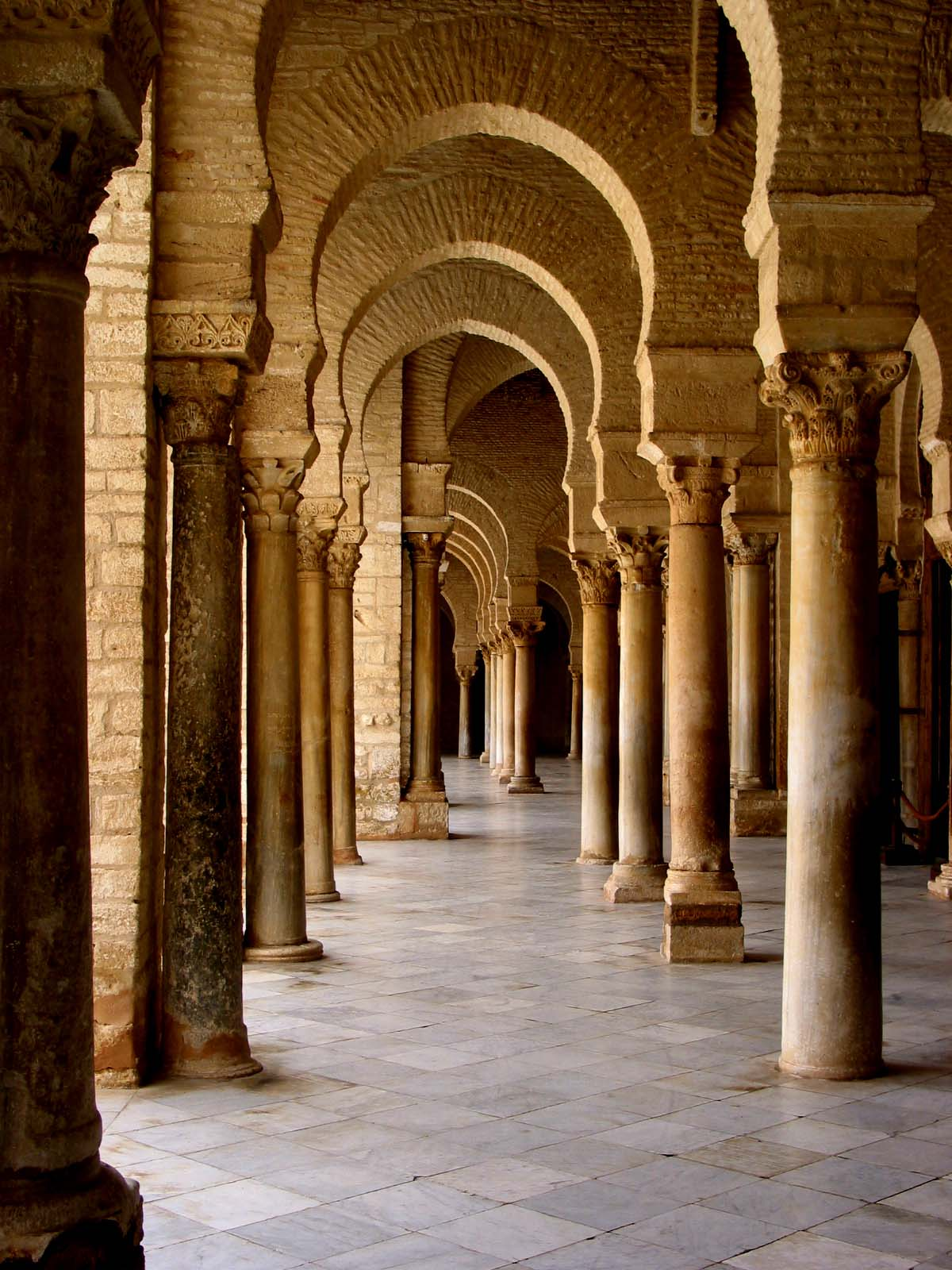
Grande moschea di Qayrawan (IX sec.): selva di colonne antiche.
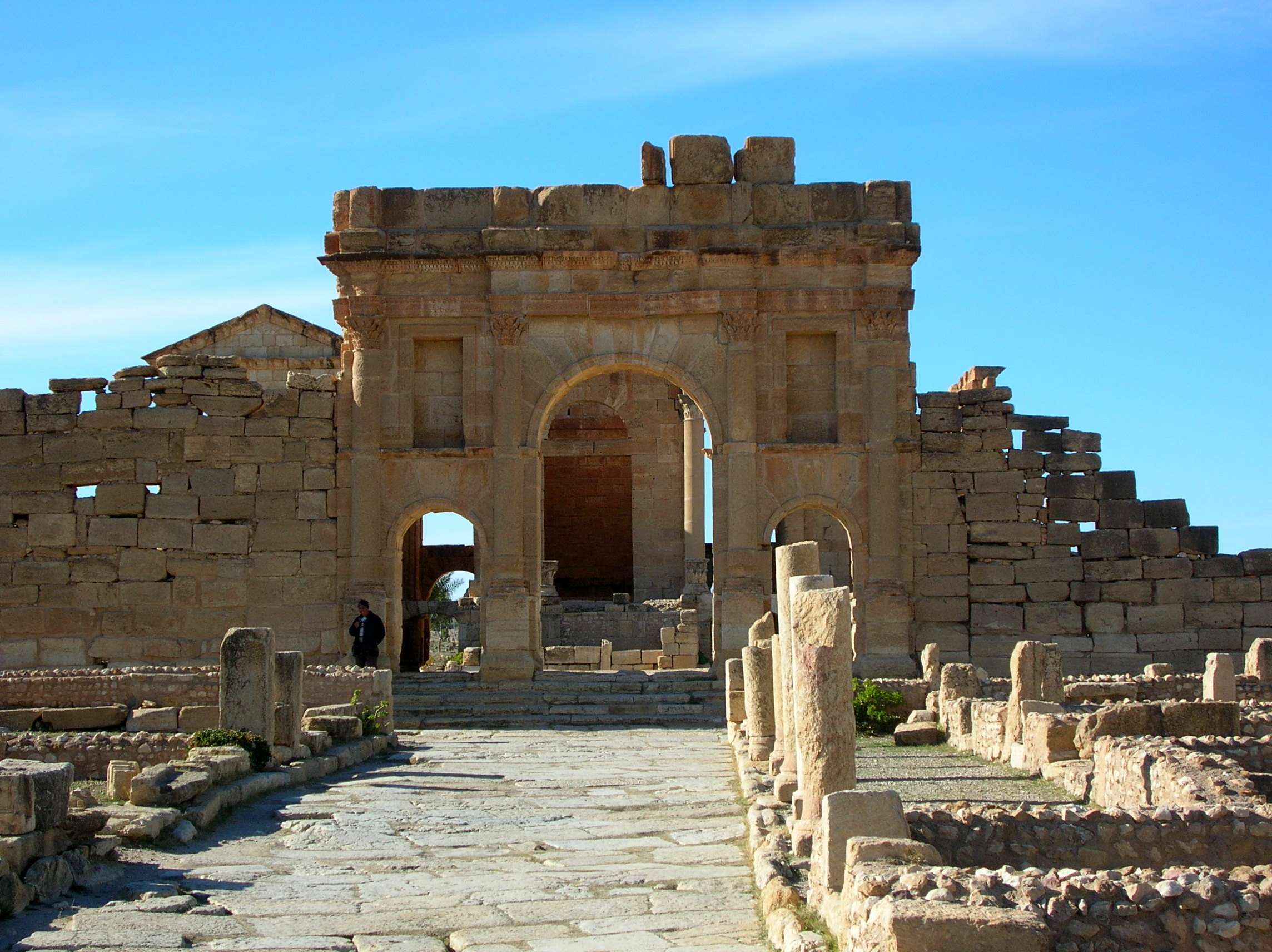
Sbeitla (Tunisia). Arco di Antonino Pio (139 d. C.).
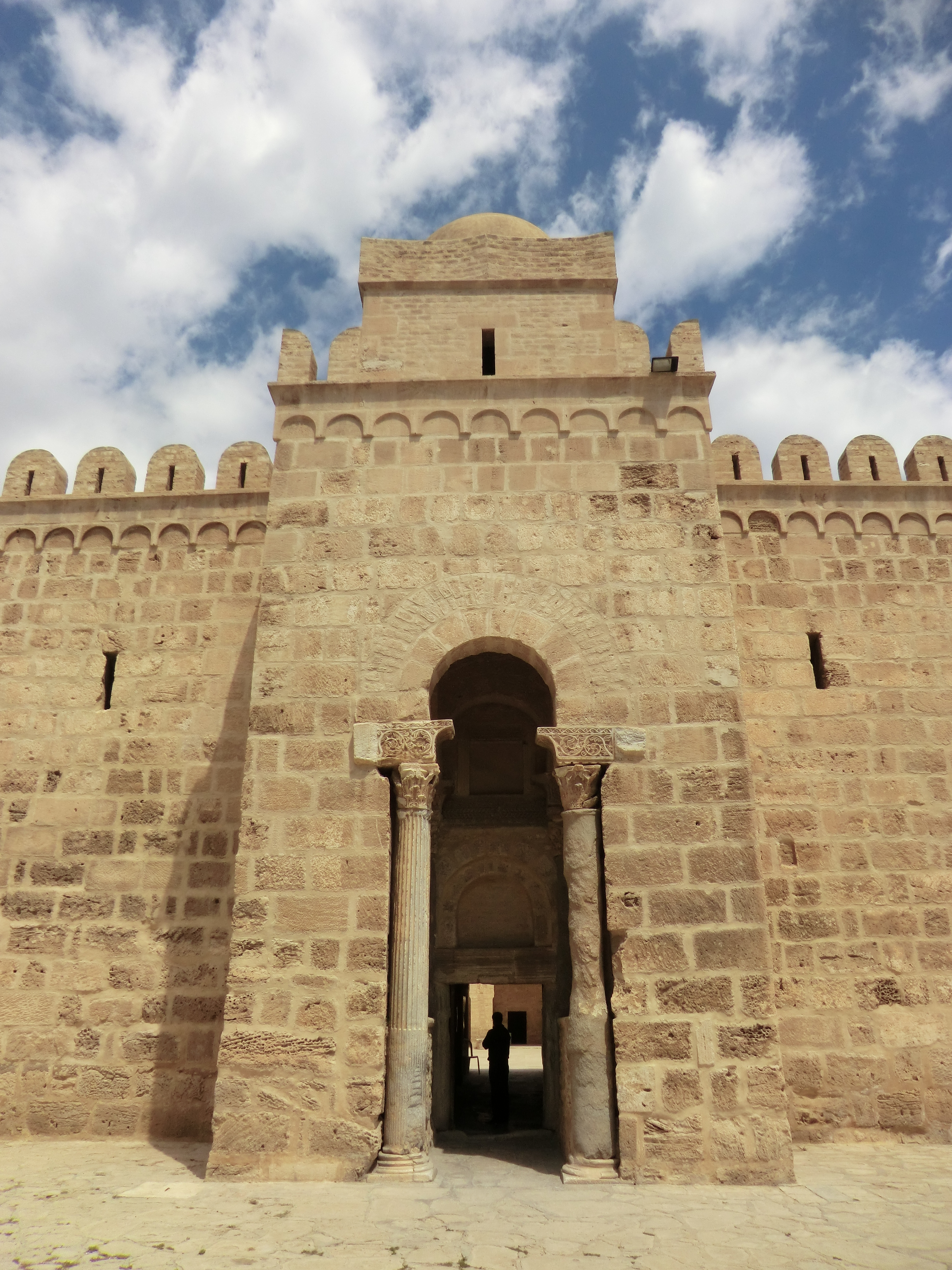
Portale d’accesso al  Ribāṭ  di Susa (Tunisia) (IX sec.).
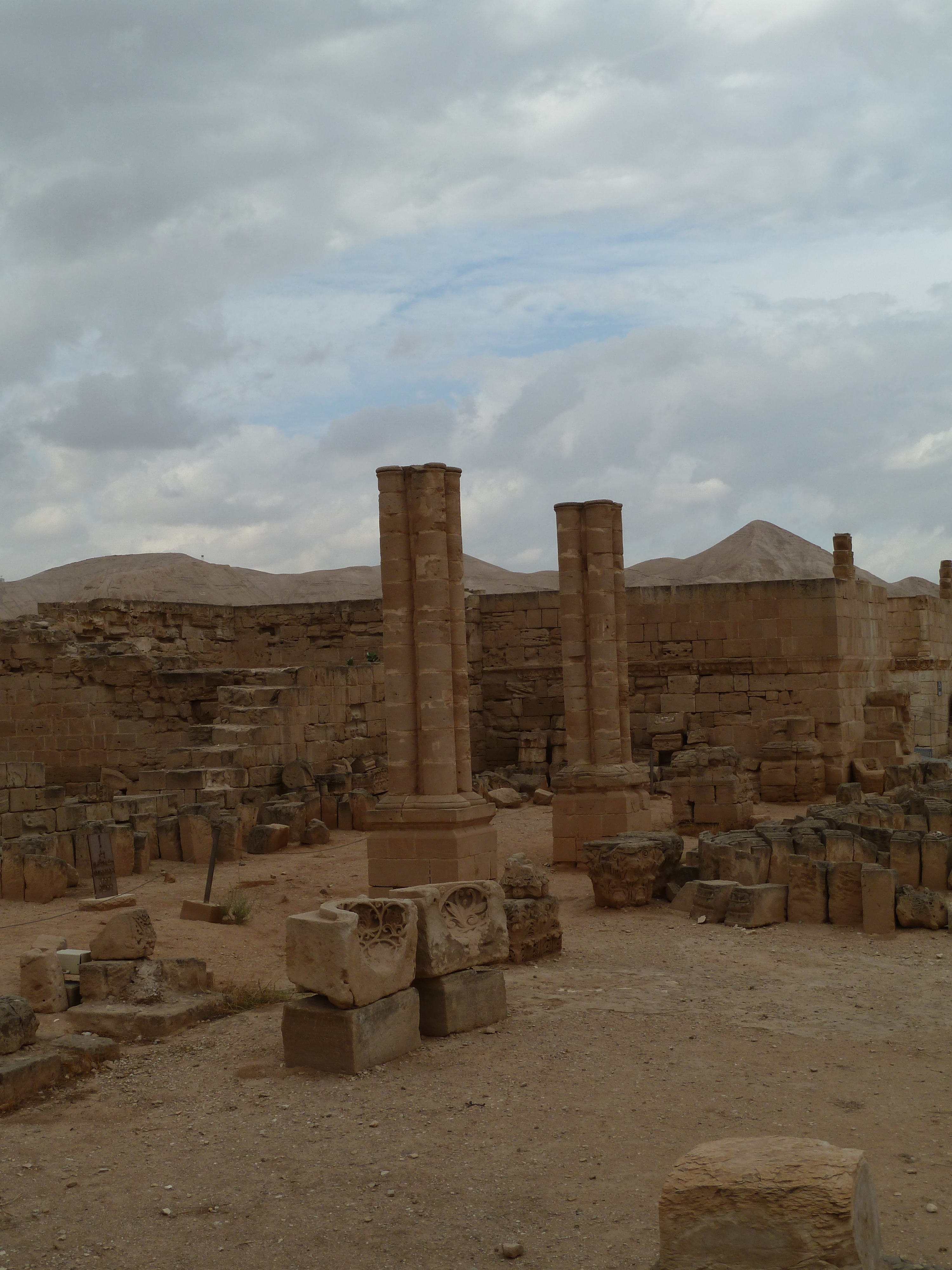
Gerico (Autorità Nazionale Palestinese), Khirbat al-Mafjar: pilastri tetrastili del c.d. “Palazzo di Hisham” (743-744).

#### Genesi di un nuovo stile
Diversamente da molti monumenti islamici delle origini, la cui fisionomia definitiva è il risultato di un lungo processo di aggiunte, sottrazioni e ripensamenti, la Grande Moschea di Mahdia si riconosce immediatamente quale frutto di un pensiero architettonico unitario e coerente, scaturito dalla peculiare visione sacrale e totalizzante che i Fatimidi ebbero della dignità califfale. Il credo ismailita cui essi aderivano, si fonda infatti sulla dottrina della divinità dell'Imam e sulla sua infallibilità; ne consegue che ogni sua manifestazione doveva essere considerata a tutti gli effetti una ierofania. La Grande Moschea di Mahdia fu quindi, innanzitutto, la moschea dell'Imam.
Allo scopo di esaltarne al massimo grado la funzione cerimoniale e quella di sfondo alle apparizioni pubbliche di al-Mahdi, nell'edificio, le formule dell'architettura religiosa dell'Ifriqiya istituzionalizzate nel secolo precedente subiscono un processo di revisione, piegandole alle nuove esigenze. Ciò avvenne attraverso l'inclusione di segni nuovi e decisivi, quali il portale monumentale d'ingresso, nella stessa posizione del minareto che a Kairouan identificava la moschea congregazionale, l'inedito corridoio a volte della corte, nonché di elementi squisitamente aulici come i preziosi pilastri a fascio della sala di preghiera, verosimilmente dedotti dall'architettura califfale di epoca omayyade. Si assiste inoltre all'epurazione di ogni precedente elemento di accidentalità, fosse pure semplicemente decorativo, che rischiasse di allentare il rigore estetico e simbolico delle architetture e il fulgore della visione finale del califfo. Ne scaturì un'architettura di estrema concisione formale, in cui ogni singolo elemento, strutturale o decorativo, appare connesso all'altro da un calcolato gioco di figure e di volumi geometrici astratti  - quadrato, cubo, sfera - di rapporti proporzionali, di rispondenze simmetriche, come pure di rimandi visivi e di cadenze ritmiche stringenti.
D'altra parte, le tante delimitazioni sia visive che simboliche presenti nel monumento, sottolineano l'intangibilità e la separatezza fisica e spirituale dell'Imam rispetto alla comunità dei credenti. Il corridoio con volte escludeva infatti ogni possibilità di contatto con la persona di al-Mahdi, alla stregua del grande portale d'accesso, le cui dimensioni "imperiali" , soverchianti a confronto con la modestia degli accessi laterali destinati ai sudditi, ne dichiaravano in modo netto e definitivo la vocazione autocratica.
È stato detto che il «corridoio coperto da volte a crociera (…) unico nell'arte musulmana, rappresenta la replica architettonica della pratica processionale dei califfi fatimidi (midhalla). Nel simbolismo medievale, esso rappresenta insieme al maestoso portale, il trionfo del califfo fatimide». La successione dei vari episodi architettonici ne ripeterebbe quindi i ritmi e le cadenze. Occorre nondimeno ricordare che non tutti gli studiosi concordano con tale lettura del monumento, ritenendo - non senza ragione - che nulla provi che a quell'epoca il complicato cerimoniale adottato dalla dinastia dopo il suo trasferimento in Egitto (969-72), fosse già stato elaborato.
La Grande Moschea di Mahdia ha rappresentato un momento di sperimentazione fondamentale per l'architettura islamica occidentale, senza tuttavia determirnare una cesura rispetto ai prototipi aghlabiti di IX secolo - segnatamente la Grande moschea di Qayrawan. Alcune delle novità architettoniche introdotte dai suoi costruttori si rivelarono anzi troppo peculiari per poter essere accolte al di fuori del clima determinato dalla personalità di al-Mahdi. Il lungo corridoio cerimoniale coperto da volte infatti, non verrà mai più ripetuto nell'architettura islamica; né maggiore fortuna toccherà ai magnifici pilastri polistili della crociera, rimasti sostanzialmente incompresi in Occidente; assenti persino nella successiva architettura fatimide del Cairo (tardo X-XII secolo).
Saranno invece la filosofia e la concezione estetica di fondo dell'edificio ubaydita a determinare il corso della successiva architettura dei Fatimidi e delle dinastie berbere ad essa collegate: Ziridi e Hammadidi. Tale stile imprimerà il suo segno distintivo su tanti dei più emblematici edifici costruiti dal X al XII secolo, in Ifriqiya, al Cairo e nel Maghreb centrale.
Ad esso si richiameranno molti dei monumenti civili e religiosi costruiti per i re, la corte e il clero normanni di Sicilia (fine XI-XII secolo), a Palermo e in altre località dell'Isola, adottandone in modo puntuale o selettivamente, la pluralità degli aspetti formali, strutturali e decorativi, grazie anche all'apporto diretto nei cantieri, di maestranze di cultura fatimide, locali o appositamente chiamate dall'Ifriqiya e dall'Egitto.